# Михаел III фон Вертхайм
Михаел III фон Вертхайм (на немски: Michael III von Wertheim; * 1529; † 14 март 1556, Вертхайм) е от 1530 г. до смъртта си последният граф на Вертхайм и господар на Господство Бройберг.

## Произход, управление и наследство
Той е син на граф Георг II фон Вертхайм (1487 – 1530) и втората му съпруга му Барбара фон Лимпург-Гайлдорф (ок. 1500 – 1561), дъщеря на Кристоф I Шенк фон Лимпург († 1515) и Агнес фон Верденберг-Зарганс († 1541). Внук е на граф Михаел II фон Вертхайм († 1531) и графиня Барбара фон Еберщайн († 1529). По-големият му полубрат Вилхелм II (1521 – 1539) умира млад.
Михаел III следва в Лайпциг и Витенберг. През 1530 г. наследява баща си и през 1537 – 1542 г. въвежда реформацията в своето графство.
На 17 март 1549 г. се жени за графиня Катарина цу Щолберг-Рошфор († 22 август 1598, Вертхайм), дъщеря на граф Лудвиг цу Щолберг (1505 – 1574) и Валпурга Йохана фон Вид († 1578). Той умира без мъжки наследник на 14 март 1556 г. във Вертхайм и е погребан в евангелийската църква в Зандбах (днес част от Бройберг). Наследяват го вдовицата му Катарина и графовете от Льовенщайн (по-късно князе), които започват да се наричат Льовенщайн-Вертхайм.
Катарина дава, според договор от 1553 г., наследствените права за вертхаймските собственостите и замък Вертхайм на баща си Лудвиг цу Щолберг и неговите наследници и също половината от замък и Господство Бройберг. Тя се омъжва втори път пр. 20 януари 1566 г. за граф Филип II фон Еберщайн (1523 – 1589).

## Деца
Михаел III и Катарина имат една дъщеря:
- Барбара († 1556), умира около единадесет дена след баща си на няколко месеца.

## Галерия
- Замък Вертхайм
- Замък Бройберг